# Willy Denzey
William Thongrasamy, dit Willy Denzey, né le 19 août 1982 à Melun,, est un chanteur français.

## Carrière
En 2000, Willy Denzey sort son premier single à titre promotionnel, J'ai encore rêvé d'elle en duo avec Karin Trecy. 
En 2001, William participe aux Francofolies de La Rochelle. 
En 2002, il sort son premier single Que vous dire, puis apparaît sur les titres J'suis pas faite pour ça du premier album de Leslie : Je suis et je resterai et Easy en collaboration avec  Selwyn, titre extrait de la compilation Maze Some Noise de DJ Maze. 
En 2003, il participe aux titres Dig It Up et Interlude sur l'album Tes valeurs de Sweety. Willy Denzey sort en mai 2003 un deuxième single, Le Mur Du Son. Le 3 novembre 2003, il sort son premier album, #1. Cet album est ponctué de nombreuses collaborations : La Fouine (Life), Diam's (Ma gueule), Kader Riwan (L'Orphelin).  
Il participe à un titre en solo, L'allumage pour le film Taxi 3 en 2003 ou encore collabore pour les projets Raï'n'B Fever (L'Orphelin en 2004, Crunk Didi (Losin' U) en 2006 et Jusqu'Au Bout Du Monde en 2008. 
Début 2004, il figure sur le titre en version française du groupe B2K, Badaboom Remix, puis part en tournée dans toute la France. 
Le 27 septembre 2004, Willy sort un second album, Acte II, qui contient des musiques d'influence hip-hop, RnB et des ballades romantiques comme Honey, C'est écrit dans l'histoire, Je fais le serment ou encore des titres qu'il a composés à 15 ans comme Donnez-moi la force.
En 2005, il sort la reprise de Joe Dassin Et si tu n'existais pas avec laquelle il prouve qu'il peut se détacher du RnB dans son clip. Après cette sortie, il part en tournée acoustique dans toute la France.
En 2006, un nouvel album, Mon Royaume, était prévu avec les collaborations internationales de Amerie sur (Crunk Didi (Losin' U), Marques Houston sur Briser Nos Rêves, Papoose sur Réatha et Cassidy sur Eveybody mais il ne voit jamais le jour. 
En 2007, il est choisi pour interpréter la chanson Double Mise (Bet on it) pour le film High School Musical 2, produit et diffusé par Disney Channel.
En parallèle, il lance son groupe, le Prodyge Crew, avec les titres comme Turn Me Up, extrait de la compilation Carribean Selection de DJ Wilson, Class & Furious issu de la mixtape Let's Get Dirty des DJ R'An et DJ Reatha. Ou encore Step In sur la compilation Good Times. Avec son groupe, Willy Denzey se lance même dans le cinéma avec leur premier film, A La Vie Eternellement, tourné en Suisse. Il coécrit le titre Fais-moi voyager avec René De Wael, Géraldine Delacoux, Delphine Joutard et Darren (de son groupe Prodyge Crew) sur l'album DéCLARAtions de Clara Morgane, puis participe au titre Don't Stop du rappeur K2Rhym avec le groupe féminin En Vogue.
Durant l'été 2008, il annonce son retour et propose le single, Décide de ma vie, extrait de son troisième album, Alter Ego, produit entièrement par Kore, qui finalement ne sortira jamais, pour causes de restructurations de labels entre Sony Music et BMG.
Fin 2009, il publie via son Facebook, un nouveau titre, Va t'en.
En 2010, Willy Denzey a créé sa propre boîte de production, Walk & Dream Company, et a mis en ligne sa propre page officielle sur YouTube. Et enfin, Willy a mis en ligne quelques titres Juste pour le plaisir comme Cracks Of a Broken Heart (reprise de Eric Benet) ou encore Sache que même si featuring Dallas, XS et Darren. Septembre 2010, il met en ligne son clip You Got My Number (Feat Dallas et Jt One) sur sa page officielle. Ce clip est uniquement pour l'Europe de l'Est mais ce n'est pas son nouveau single. 
Après plus de sept ans d'attente, il est de retour avec le single L'Homme qu'il te faut sorti le 1er juin 2012, qui est le premier single indépendant de Walk & Dream Company. Il est actuellement disponible sur toutes les plateformes de téléchargement.
Le 24 décembre 2012, Willy sort Invasian, mélange de K-Pop, RnB et Trap Music, nouvel extrait de son prochain opus.
Mi-juillet 2013, Willy Denzey sort une nouvelle chanson : Reste Encore, un hommage pour ses fans et les personnes qui le soutiennent depuis ses débuts. Depuis le 19 août 2013, son dernier morceau est disponible sur diverses plateformes légales et dans la compilation Rap RNB 2014.
En 2014, Willy Denzey sort le titre Sorry en featuring avec La Harissa.
En 2015, à la suite de la création de son propre label StratosFame Music Group sort la balade Il le fallait, gratuitement et sans promotion, premier jalon de son projet The Continuum Experience. Ce titre, aux mélodies très R&B mais à l’habillage cinématique et moderne, est illustré par un clip alliant film d’action et science-fiction.
En 2016 Willy ferme StratosFame Music Group et ouvre en 2017 StatosFame Entertainment.
Il collabore avec l'artiste Willy William sur le titre Dernier jour. En fin d'année, il souhaite prendre part à la bande originale du célèbre jeu vidéo The Witness de Jonathan Blow, cependant, le jeu ne sera pas accompagné d'une BO et le projet sera donc avorté.
En fin d’année Willy Denzey tourne dans le film Le Manoir sorti en 2017, dans lequel il joue son propre rôle, aux côtés d'influenceurs français du web (MisterV, Kemar, Natoo, Jérôme Niel, Ludovik, Vincent Tirel...). La bande originale est notamment composée de son single Le Mur du son.
Le 28 décembre 2018, il publie le single Main De Maitre et son clip réalisé par Zoomonu (Zoomonu_studios sur instagram).
En 2019 et 2020, il rejoint différents artistes des années 2000 (L5, Matt Houston, Kayliah, Yannick, Nuttea, Slaï et Tribal King) pour interpréter ses plus grands titres sur scène lors du Back to Basic Tour à travers la France.
Le 29 janvier 2021 il sort le morceau Mocinha Remix en feat avec MD DY.
Willy Denzey a monté sa boite de production vidéo X-Main Division, sur laquelle il produit désormais tous ses projets vidéo, ainsi que ceux des artistes de son label (StratoFame Entertainment).
Le 19 août 2022, le jour de son 40e anniversaire, il sort son nouveau single intitulé Warzone[réf. nécessaire].
Le 18 juillet 2025, il publie le single Déja Vu.

## Discographie

### Albums
- Number One (2003)
- Acte II (2004)

### Singles
| Titre                   | Année | Meilleure position | Meilleure position | Certifications | Album   |
| Titre                   | Année | FRA                | BEL                | Certifications | Album   |
| ----------------------- | ----- | ------------------ | ------------------ | -------------- | ------- |
| Que vous dire           | 2002  | 52                 | —                  |                | #1      |
| Le mur du son           | 2003  | 8                  | 11                 | - FRA : Or     | #1      |
| #1                      | 2003  | 20                 | —                  |                | #1      |
| L'orphelin              | 2004  | 5                  | 16                 | - FRA : Argent | #1      |
| Honey                   | 2004  | 30                 | 21                 |                | Acte II |
| Et si tu n'existais pas | 2005  | 5                  | 4                  | - FRA : Or     | Acte II |
| Mon royaume             | 2006  | —                  | —                  |                | —       |
| Mon souffle de vie      | 2007  | —                  | —                  |                | —       |
| Double Mise (Bet On It) | 2007  | —                  | —                  |                | —       |
| Décide de ma vie        | 2008  | —                  | —                  |                | —       |
| Va-t'en                 | 2008  | —                  | —                  |                | —       |
| L'homme qu'il te faut   | 2012  | —                  | —                  |                | —       |
| Invasian                | 2012  | —                  | —                  |                | —       |
| Reste encore            | 2013  | —                  | —                  |                | —       |
| Sorry                   | 2014  | —                  | —                  |                | —       |
| Il Le Fallait           | 2015  | —                  | —                  |                | —       |
| Main De Maitre          | 2018  | —                  | —                  |                | —       |
| Mocinha (remix)         | 2021  | —                  | —                  |                | —       |
| Warzone                 | 2022  | —                  | —                  |                |         |
|                         |       |                    |                    |                |         |

### Participations
- 2000 : J'ai encore rêvé d'elle (avec la participation de Karine Trecy) (reprise du groupe Il était une fois) (single promotionnel)
- 2002 : Easy (Selwyn feat. Willy Denzey), extrait de la compilation de DJ Maze Maze Some Noise.
- 2002 : J'suis pas faite pour ça (Leslie feat. Willy Denzey), extrait de l'album Je suis et je resterai de Leslie.
- 2003 : L'Allumage, extrait de la bande originale du film Taxi 3.
- 2003 : Dig It Up (Sweety feat. Willy Denzey), extrait de l'album Tes valeurs de Lady Sweety.
- 2003 : Nos retrouvailles (Dany Dan feat. Willy Denzey), extrait de la compilation Don't Sleep 2.
- 2004 : L'Orphelin (Willy Denzey  feat. Kader Riwan), extrait de la compilation Raï'n'B Fever.
- 2004 : Honey (Summer Club Remix) (feat. Asto), extrait du single Honey.
- 2004 : Chanter qu'on les aime - Amade
- 2005 : Protège-toi - Collectif Protection rapprochée
- 2006 : Crunk Didi (Losing U) (Amerie feat. Willy Denzey & Six Coups MC), extrait de la compilation Raï N'B Fever 2.
- 2007 : Stop (K2Rhym feat. Willy Denzey & En Vogue), extrait de l'album My Way de K2Rhym.
- 2007 : La France des couleurs, extrait de l'album La France des couleurs de Idir.
- 2007 : Double Mise (Bet On It), version française de la chanson Bet On It, extrait de la bande originale francophone du film High School Musical 2.
- 2007 : Turn Me Up (DJ Wilson feat. Willy Denzey & Prodyge Crew), extrait de la compilation Caribbean Selection.
- 2007 : Class & Furious, issu de la mixtape Let's Get Dirty de DJ R'An et DJ Reatha.
- 2008 :  Elle (Mohamed Lamine, Willy Denzey & Darren) (Version complète non mixée), extraite de la compilation Rai Rnb Mix Party 2008.
- 2008 : Jusqu'au bout du monde (Najim & Willy Denzey), extrait de la compilation Raï N'B Fever 3.
- 2009 : Step In (Willy Denzey & Prodyge Crew), extrait de la compilation Good Time
- 2015 : Participation sur le titre Porte mon gosse de Matt Houston, extrait de son septième album Libra.
- 2016 : Participation sur le titre Dernier jour extrait du 1er album de Willy William.
- 2018 : LBFN sur le projet de DJ R'An.

### Clips
- 2002 : Que vous dire (feat. Ol Kainry) de C-Real
- 2003 : Le mur du son de Skwall
- 2003 : #1 Number One (Si tu le veux) de C-Real
- 2004 : L'orphelin (feat. Kader Riwan) de Tchad Nelson Brown
- 2004 : Honey de Karim Ouaret
- 2005 : Et si tu n'existais pas, de Karim Ouaret
- 2006 : Mon royaume (feat Eloquence) de Armen Djerrahian
- 2007 : Double Mise (High School Musical 2 (album))
- 2008 : Décide de la vie de  Jihad Kahwajy
- 2008 : Turn Me Up (Prodyge Crew & Willy Denzey) de Jihad Kahwajy
- 2010 : You Got My Number (feat. Dallas & JT One), de Marko Ružič & Črt Kocjančič
- 2012 : Invasian de Benjamin Cappelletti
- 2013 : Reste encore de Julien Salhi & Nyk Medina
- 2014 : Sorry (feat. La Harrissa), de Julien Salhi & Nyk Medina
- 2015 : Il le fallait de Julien Salhi & Nyk Medina
- 2016 : Or du temps de Antoine Cuenin & Ray Nguyen
- 2019 : Main de maître de @abbeycorp X @zoomonu
- 2021 : Mocinha (Remix) (feat. MC DY), de Julien Salhi & Nyk Medina
- 2021 : Beauté
- 2021 : Mayday
- 2024 : Le mal est fait
- 2024 : Oxygène de Tayriz, Willy Denzey, Darren Dayena

## Filmographie

### Cinéma
- 2007 : À la vie éternellement, réalisé par Jihad Kahwajy
- 2017 : Le Manoir, réalisé par Tony T Datis : lui-même

### Vidéo-clips et émissions
- 2002 : Vidéo-clip Je suis et je resterai de Leslie, réalisé par Hamoudi Laggoune.
- 2004 : Vidéo-clip Chanter qu'on les aime, du collectif d'artistes Amade, réalisé par Julien Bloch.
- 2005 : Vidéo-clip Starfuckeuse de Rohff, réalisé par Pasquale Pagano.
- 2005 : Vidéo-clip Et puis la terre de A.S.I.E., réalisé par Julien Bloch et Yannick Saillet.
- 2005 : Vidéo-clip Protège-toi du collectif d'artistes Protection rapprochée, réalisé par Karim Ouaret et Jonathan Bensimhon.
- 2007 : Vidéo-clip Stop de K2Rhym feat Willy Denzey & En Vogue, réalisé par Demba Seck.
- 2012 : L'île des vérités 2 (téléréalité sur NRJ12) : invité
- 2013 : Le RNB, vidéo humoristique de Mister V : apparition
- 2015 : Vidéo-clip Porte Mon Gosse de Matt Houston feat Willy Denzey, Jee-L, Mr Nov, Nadd, Kevin Mengi, Freddy Evans & Mike Kenli.